# Virtualistic Summer
「Virtualistic Summer」（ヴァーチャリスティック・サマー）は、伊東歌詞太郎の楽曲。9作目のデジタル配信限定シングルとして2023年1月18日にビクターエンタテインメントより各音楽配信サービスにてリリースされた。

## 概要
前作「senseitoseito」から約1か月ぶりの配信リリースとなる。
前々作から行われた4か月連続配信リリースの第3弾楽曲となっており、ジャケットとミュージックビデオには、「Storyteller」をテーマにAIで生成されたイラストが用いられている。
本作は、作詞作曲を烏屋茶房が手掛けており、AIとメタバースの世界を題材にした楽曲になっている。
ミュージックビデオは、本楽曲の配信開始と同時に公開された。

## 収録内容
| #         | タイトル                | 作詞・作曲・編曲 | 時間 |
| --------- | ----------------------- | ---------------- | ---- |
| 1.        | 「Virtualistic Summer」 | 烏屋茶房         | 4:20 |
| 合計時間: | 合計時間:               | 合計時間:        | 4:20 |